# 911 (catch)
Pour les articles homonymes, voir 911 (homonymie).
Alfred Poling (né le 22 janvier 1957), plus connu sous le nom de 911, est un catcheur (lutteur professionnel) américain semi-retraité, ayant travaillé à la Extreme Championship Wrestling de 1994 à 1996.

## Carrière

### Début de carrière
Poling est entraîné par Larry Sharpe. Il débute en 1990 en catchant dans les circuits indépendants sous le pseudonyme « Al the Sledgehammer »,.

### Extreme Championship Wrestling(1994-1996)
Poling a atteint une visibilité nationale à l'Eastern Championship Werstling au milieu des années 1990. Il a commencé comme un « gardien » anonyme de Sabu le 18 janvier 1994 dans un épisode de Eastern Championship Werstling (en) en battant Chad Austin.
Il rejoint la Stable Dangerous Alliance de Paul Heyman avec Sabu et The Tazmaniac. Sa gimmick est celle d'un homme de main représentant l'attitude « extrême ». Il est nommé 911 lors de l'épisode The Line was Crossed le 5 février, lorsqu'il bat Chad Austin dans un match revanche. En tant que Monster, il porte régulièrement des chokeslams sur des adversaires ou des participants aux shows à la moindre provocation, ce qui l'a rendu rapidement populaire en en faisant un favoris. Il reçoit sa première opportunité pour un titre de l'ECW lors de l'épisode When Worlds Collide quand il affronte Mikey Whipwreck pour le ECW World Television Championship mais est disqualifié après avoir porté un chokeslam sur l'arbitre. Il entre en rivalité avec Mr Hughes qu'il bat à Hardcore Heaven. Le 27 août, lors du NWA World Title Tournament, un tournoi déterminant le porteur du titre de champion de la NWA, alors vacant. Il bat Doink the Clown en quart de finale après 4 chokeslams, avant de perdre contre 2 Cold Scorpio en demi-finale. Il termine l'année en battant The Pitbulls dans un Handicap match lors de Holyday Hell. Poling reçoit le titre de Rookie of the Year de la part du Pro Wrestling Illustrated, dû à son immense popularité à la ECW en 1994.
Poling a deux matchs importants en 1995. Il bat Ron Simmons à Hostile City Showdown et Jim Steele à Barbed Wire, Hoodies and Chokeslams. En 1996, lors de House Party, 911 fait équipe avec Rey Mysterio Jr. et battent The Eliminators (en) dans un match par équipe qui sera son dernier match à la ECW. Il sera impliqué dans une bagarre avec Taz après le match dans une feud naissante, mais elle a été annulée après que Poling quitte la fédération au début de l'année 1996 après une dispute en coulisse avec Paul Heyman concernant le traitement de l'équipe technique par le premier. Sandman et Raven évoquent un conflit d'égo venant du fait que Poling voulait un plus grand rôle, mais Heyman considèrait qu'il ne savait pas assez bien catcher et que c'est pour cela qu'il ne lui faisait porter que des chokeslams,.

### World Championship Wrestling(1996-1997)
Poling catche à la World Championship Wrestling (WCW) en 1996 et 1997 sous le nom de Tombstone, Sledge Hammer et Big Al,,. Poling ne reprend pas son rôle de Big Al lors de sa feud avec Tank Abbott au début des années 2000. Il est alors interprété par Alexander Gerke,.

### Retour à la ECW (1998)
En 1998, Poling retourne à la ECW pour le show UltraClash à Philadelphie pour porter un chokeslam à Bill Wiles. Il est alors accompagné de son manager Judge Jeff Jones qui proclame 911 comme le vrai géant du catch professionnel. Ils sont interrompus par Spike Dudley et prennent part à un match improvisé que Poling perd en moins d'une minute.

### Circuit indépendant
Dans les années 1990, 911 apparaît à la Jersey All Pro Wrestling dans le New Jersey et remporte le championnat poids-lourds de la JAPW à deux reprises. Il participe au show A War Renewed de la fédération Pro-Pain Pro Wrestling le 29 juin 2002, à Philadelphie en Pennsylvanie, en interférant dans un match après une demande de Tod Gordon et Sabu de porter un chokeslam sur le Sandman (qui venait de trahir son partenaire Bill Alfonso). Lors du show Hardcore Homecoming, il porte un chokeslam respectivement sur Danny Doring et Roadkill,. Il catche à la New York Wrestling League en 2008.

## Vie personnelle
Poling réside à West Creek dans le New Jersey.

## Palmarès
- All American Wrestling Alliance
  - AAWA Heavyweight Championship (1 fois)

- Jersey All Pro Wrestling
  - JAPW Heavyweight Championship (2 fois)

- New Jack City Wrestling
  - NJCW Heavyweight Championship (2 fois)

- NWA New Jersey
  - NWA New Jersey State Heavyweight Championship (2 fois)
  - NWA World Light Heavyweight Championship (1 fois)

- Pro Wrestling Illustrated
  - Rookie of the Year (1994)